# Saint-Martin-d’Uriage
Saint-Martin-d’Uriage település Franciaországban, Isère megyében. Lakosainak száma 5512 fő (2022. január 1.). Saint-Martin-d’Uriage Gières, Herbeys, Murianette, Revel, Vaulnaveys-le-Haut, Venon és Chamrousse községekkel határos.

## Népesség
A település népessége az elmúlt években az alábbi módon változott:
| Lakosok száma | 1822 | 2758 | 3678 | 5147 | 5419 | 5408 | 5451 | 5512 | 5529 | 5512 |
|               | 1968 | 1982 | 1990 | 2006 | 2013 | 2015 | 2017 | 2019 | 2020 | 2022 |